# 日本産業対抗野球大会
日本産業対抗野球大会（にほんさんぎょうたいこうやきゅうたいかい、通称サンベツ）は、1951年から1973年にかけて後楽園球場で秋季に開催されていた社会人野球のトーナメント大会。

## 概要
社会人野球において、夏季に開催される都市対抗野球大会が地域を代表するチームの大会ならば、産業対抗野球大会は業種を代表するチームの大会と位置づけられた。
もともとは、戦前から戦後にかけて行われていた「鉄道野球大会」（全国29チームの鉄道管理局野球部が優勝を争う大会）に追随するように、1947年には日本炭鉱協会が中心となって21チームで炭鉱野球大会がスタート。その後鉄鋼大会、電機大会、自動車大会などといった各職種別の野球コンクールが林立するように開催されるようになり、純粋に「どの業種が一番強いのか」という興味や、日本産業のさらなる発展を後押しするように、全国大会を求める機運が高まり、1951年に第1回大会が開催された。
しかし、高度経済成長時代が終りに近づくとともに同大会の存在意義は薄れていき、1973年を最後に終了し翌1974年からは関西で開催される社会人野球日本選手権大会へと移行した。複数のチームをもつ企業（新日本製鐵など）が「全○○」と合同チームを編成して出場したり、都市対抗野球と同様に補強選手制度を導入したりしていたため、単独チームで覇を競う大会を望む声が年を追うごとに強くなったのも、日本選手権への発展的解消を後押ししたとされる。
日本プロ野球（NPB）がドラフト制度を導入する1965年まで、都市対抗野球が1年の締めくくりの大会とされていた関係上、この大会は新チームで迎える最初の大きな大会と位置づけられていた。
大会の初期には、立正佼成会（本大会のみならず都市対抗野球大会にも出場を果たしたが、1967年限りで活動終了）、PL教団（本大会出場も、都市対抗出場も果たせないまま1963年限りで活動終了）といった新宗教団体の硬式野球部やキャバレーの春美野球クラブが「百貨店・商業部門」に参加していた。もっとも、大会に参加する業種は、経済情勢の変化に伴って入れ替わりながら徐々に減少。最後の大会に当たる第23回大会（1973年）では、18業種にまで集約されていた。
優勝旗は黒い鷲が刺繍されていて、都市対抗の黒獅子旗にならって黒鷲旗と呼ばれていた。

## 歴史
- 1951年 - 第1回大会が以下の22業種の代表チームが集まり開催。（後楽園球場のほか、武蔵野グリーンパーク野球場も会場となった。また、第3回大会では川崎球場も会場となった。）
  - 国鉄（仙台鉄道管理局）
  - 炭鉱（日鉄二瀬）
  - 鉄鋼（八幡製鐵）
  - 化学肥料（東洋高圧）
  - 石油（日本石油）
  - 電力・ガス（東京ガス）
  - 鉄道・運輸（西京貨物）
  - 紙・パルプ・新聞通信（大昭和製紙）
  - 綿紡績（日東紡海南）
  - 化学繊維（川島紡績）
  - 造船（中日本重工業）
  - 建設（馬淵建設）
  - 金融（日本生命）
  - 醸造（キリンビール）
  - 金属鉱工業（藤倉電線）
  - 電気機械（明電舎）
  - 官業公社（立川AIO）
  - 化学・ゴム工業（鐘淵化学）
  - 映画演劇レコード（明治座）
  - 百貨店（全大丸）
  - 商業（愛知産業）
  - 機械・自動車（トキコ）
- 1952年 - 百貨店と商業が統合、機械から自動車が分離して産業機械と自動車、化学ゴムからゴム皮革が分離、官業公社から専売が分離して24部門となる。
- 1956年 - 専売が官業公社に吸収、代わりに電電が分離して24部門は維持。
- 1957年 - ゴム皮革が化学工業に吸収、映画演劇が消滅して日本コロムビアは電気機械部門に移動し、22部門となる。このかたちが1968年まで維持された。
- 1969年 - 綿紡績部門が消滅、21部門になる。
- 1971年 - 日程の問題からいくつかの部門で代表をしぼる。石油と電力ガス、紙パルプと化学繊維、建設と鉄道運輸、醸造食品と官業公社が、それぞれの代表で本大会出場決定戦を行った。化学肥料部門と炭鉱部門は消滅。その結果、19部門15代表で争った。
- 1972年 - 醸造食品部門が百貨店商業部門に統合され18部門となる。大会は各部門から代表が選出され18チームで争った。
- 1973年 - 第23回大会をもって終了。

## 歴代の優勝チームと最高殊勲選手
| 回 | 年   | 参加チーム数 | 優勝チーム     | 業種                 | 最高殊勲選手     |
| -- | ---- | ------------ | -------------- | -------------------- | ---------------- |
| 1  | 1951 | 22           | 鐘淵化学       | 化学・ゴム工業       | 河田清（外）     |
| 2  | 1952 | 24           | 全藤倉         | 金属鉱工業           | 米久保庄（内）   |
| 3  | 1953 | 24           | 熊谷組         | 建設                 | 滝峠英明（内）   |
| 4  | 1954 | 23           | 大昭和製紙     | 紙・パルプ・新聞通信 | 北川桂太郎（内） |
| 5  | 1955 | 24           | トキコ         | 産業機械             | 久保吾一（内）   |
| 6  | 1956 | 24           | 熊谷組         | 建設                 | 吉田嘉直（内）   |
| 7  | 1957 | 22           | 丸善石油       | 石油                 | 堀田一雄（捕）   |
| 8  | 1958 | 22           | 日鉄二瀬       | 炭鉱                 | 大原博志（内）   |
| 9  | 1959 | 21           | 倉敷レイヨン   | 化学繊維             | 隅三次（内）     |
| 10 | 1960 | 21           | 日本鋼管       | 鉄鋼                 | 池田英俊（投）   |
| 11 | 1961 | 20           | 熊谷組         | 建設                 | 島津四郎（投）   |
| 12 | 1962 | 21           | 日本生命       | 金融                 | 角淳三（外）     |
| 13 | 1963 | 22           | 熊谷組         | 建設                 | 藤津靖雄（投）   |
| 14 | 1964 | 22           | 大昭和製紙     | 紙・パルプ           | 尾関達三（内）   |
| 15 | 1965 | 21           | 日本石油       | 石油                 | 三浦健二（投）   |
| 16 | 1966 | 22           | 全鐘紡         | 綿紡績               | 海老原丘（外）   |
| 17 | 1967 | 22           | 日産自動車     | 自動車               | 斉藤征夫（投）   |
| 18 | 1968 | 22           | 全鐘紡         | 綿紡績               | 藤原真（投）     |
| 19 | 1969 | 21           | 北海道拓殖銀行 | 金融                 | 小弓場保（投）   |
| 20 | 1970 | 21           | 丸善石油       | 石油                 | 渡辺憲彦（外）   |
| 21 | 1971 | 15           | 全大昭和製紙   | 紙・パルプ           | 小田義人（内）   |
| 22 | 1972 | 18           | 日本石油       | 石油                 | 五月女豊（投）   |
| 23 | 1973 | 18           | エアロマスター | 百貨店・商業         | 平井信司（内）   |

## 産業対抗には出場したが都市対抗本大会には出場できなかったチーム
- 明治座（映画演劇・東京都）
- 馬渕建設（建設・横須賀市）
- キリンビール（醸造食品・横浜市）
- 明電舎（電気機械・東京都）
- 明利酒類（醸造食品・水戸市）
- 北炭夕張（炭鉱・夕張市）
- 石川島播磨（造船・東京都）
- 北洋水産（百貨店商業・東京都）
- 東黎工業（産業機械・東京都）
- 岩崎電気（電気機械・行田市）
- 相模原市役所（官業公社・相模原市）
- ヤシカ（産業機械・諏訪市）
- トウトク（金属鉱工業・丸子町）
- 日本カーバイド（化学肥料・魚津市）
- 金指造船（造船・清水市）
- 辻和（百貨店商業・京都市）
- 京都市役所（官業公社・京都市）
- 大日本製薬（百貨店商業・大阪市）
- 高島屋（百貨店商業・大阪市）
- 大阪ダイハツ（自動車・大阪市）
- エアロマスター[11]（百貨店商業・大阪市）
- 春美クラブ（百貨店商業・尼崎市）
- 石川島播磨兵庫（造船・相生市）
- 山陽電軌（鉄道運輸・下関市）
- ブリヂストンタイヤ（化学工業・久留米市）
- 三井田川（炭鉱・田川市）
- 日鉄嘉穂（炭鉱・嘉穂町）
- 三菱化成（化学肥料・北九州市）
- 陸上自衛隊西部（官業公社・三田川町）